# Sloveens voetbalelftal in 2013
Het Sloveens voetbalelftal speelde in totaal tien interlands in het jaar 2013, waaronder zes wedstrijden in de kwalificatiereeks voor de WK-eindronde 2014 in Brazilië. Slovenië stond onder leiding van bondscoach Srečko Katanec. Op de FIFA-wereldranglijst steeg Slovenië in 2013 van de 47ste (januari 2013) naar de 29ste plaats (december 2013).

## Balans
| Wedstrijden | Wedstrijden | Wedstrijden | Wedstrijden | Doelpunten | Doelpunten | Doelpunten | Punten |
| Gespeeld    | Winst       | Gelijk      | Verlies     | Voor       | Tegen      | Saldo      | Punten |
| ----------- | ----------- | ----------- | ----------- | ---------- | ---------- | ---------- | ------ |
| 10          | 6           | 0           | 4           | 14         | 10         | +4         | 1.200  |

## Interlands
|                                                                 |          |                                                         |                |                                                                                           |
| 6 februari Vriendschappelijk № 186 «onderlinge duels» 18:00 uur | Slovenië | 0 – 3                                                   | Bosnië en Her. | Športni Park Stožice, Ljubljana Toeschouwers: 16.000 Scheidsrechter: Pavel Královec (CZE) |
| 6 februari Vriendschappelijk № 186 «onderlinge duels» 18:00 uur |          | 33' Vedad Ibišević 42' Miralem Pjanić 80' Muamer Svraka |                | Športni Park Stožice, Ljubljana Toeschouwers: 16.000 Scheidsrechter: Pavel Královec (CZE) |

|                                                                     |                        |       |                                           |                                                                                             |
| 22 maart WK-kwalificatie Groep D № 187 «onderlinge duels» 18:00 uur | Slovenië               | 1 – 2 | IJsland                                   | Športni Park Stožice, Ljubljana Toeschouwers: 6.000 Scheidsrechter: Stavros Tritsonis (GRE) |
| 22 maart WK-kwalificatie Groep D № 187 «onderlinge duels» 18:00 uur | Milivoje Novakovič 34' |       | 55' Gylfi Sigurðsson 78' Gylfi Sigurðsson | Športni Park Stožice, Ljubljana Toeschouwers: 6.000 Scheidsrechter: Stavros Tritsonis (GRE) |

|                                                             |                                       |       |         |                                                                                |
| 31 mei Vriendschappelijk № 188 «onderlinge duels» 19:00 uur | Slovenië                              | 2 – 0 | Turkije | Schüco Arena, Bielefeld Toeschouwers: 16.000 Scheidsrechter: Marco Fritz (GER) |
| 31 mei Vriendschappelijk № 188 «onderlinge duels» 19:00 uur | Milivoje Novakovič 11' Tim Matavž 65' |       |         | Schüco Arena, Bielefeld Toeschouwers: 16.000 Scheidsrechter: Marco Fritz (GER) |

|                                                                   |                                                    |       |                                                                          |                                                                                    |
| 7 juni WK-kwalificatie Groep D № 189 «onderlinge duels» 21:00 uur | IJsland                                            | 2 – 4 | Slovenië                                                                 | Laugardalsvöllur, Reykjavik Toeschouwers: 9.202 Scheidsrechter: Felix Zwayer (GER) |
| 7 juni WK-kwalificatie Groep D № 189 «onderlinge duels» 21:00 uur | Birkir Bjarnason 22' Alfreð Finnbogason 26' (pen.) |       | 11' Andraž Kirm 31' (pen.) Valter Birsa 61' Boštjan Cesar 85' Rene Krhin | Laugardalsvöllur, Reykjavik Toeschouwers: 9.202 Scheidsrechter: Felix Zwayer (GER) |

|                                                                  |                                            |       |          |                                                                                  |
| 14 augustus Vriendschappelijk № 190 «onderlinge duels» 18:00 uur | Finland                                    | 2 – 0 | Slovenië | Veritas Stadion, Turku Toeschouwers: 6.500 Scheidsrechter: Simon Lee Evans (WAL) |
| 14 augustus Vriendschappelijk № 190 «onderlinge duels» 18:00 uur | Niklas Moisander 35' Kasper Hämäläinen 82' |       |          | Veritas Stadion, Turku Toeschouwers: 6.500 Scheidsrechter: Simon Lee Evans (WAL) |

|                                                                        |                 |       |         |                                                                                       |
| 6 september WK-kwalificatie Groep E № 191 «onderlinge duels» 20:00 uur | Slovenië        | 1 – 0 | Albanië | Športni Park Stožice, Ljubljana Toeschouwers: 13.843 Scheidsrechter: István Vad (HUN) |
| 6 september WK-kwalificatie Groep E № 191 «onderlinge duels» 20:00 uur | Kevin Kampl 19' |       |         | Športni Park Stožice, Ljubljana Toeschouwers: 13.843 Scheidsrechter: István Vad (HUN) |

|                                                                         |        |                                         |          |                                                                           |
| 10 september WK-kwalificatie Groep E № 192 «onderlinge duels» 20:30 uur | Cyprus | 0 – 2                                   | Slovenië | GSP Stadion, Nicosia Toeschouwers: 714 Scheidsrechter: Ruddy Buquet (FRA) |
| 10 september WK-kwalificatie Groep E № 192 «onderlinge duels» 20:30 uur |        | 12' Milivoje Novakovič 80' Josip Iličić |          | GSP Stadion, Nicosia Toeschouwers: 714 Scheidsrechter: Ruddy Buquet (FRA) |

|                                                                       |                                                                      |       |           |                                                                                        |
| 11 oktober WK-kwalificatie Groep E № 193 «onderlinge duels» 20:45 uur | Slovenië                                                             | 3 – 0 | Noorwegen | Stadion Ljudski Vrt, Maribor Toeschouwers: 10.890 Scheidsrechter: Carlos Velasco (ESP) |
| 11 oktober WK-kwalificatie Groep E № 193 «onderlinge duels» 20:45 uur | Milivoje Novakovič 13' Milivoje Novakovič 15' Milivoje Novakovič 49' |       |           | Stadion Ljudski Vrt, Maribor Toeschouwers: 10.890 Scheidsrechter: Carlos Velasco (ESP) |

|                                                                       |                  |       |          |                                                                                |
| 15 oktober WK-kwalificatie Groep E № 194 «onderlinge duels» 20:00 uur | Zwitserland      | 1 – 0 | Slovenië | Stade de Suisse, Bern Toeschouwers: 22.014 Scheidsrechter: Björn Kuipers (NED) |
| 15 oktober WK-kwalificatie Groep E № 194 «onderlinge duels» 20:00 uur | Granit Xhaka 73' |       |          | Stade de Suisse, Bern Toeschouwers: 22.014 Scheidsrechter: Björn Kuipers (NED) |

|                                                                  |                  |       |        |                                                                             |
| 19 november Vriendschappelijk № 195 «onderlinge duels» 20:00 uur | Slovenië         | 1 – 0 | Canada | Arena Petrol, Celje Toeschouwers: 2.500 Scheidsrechter: Hüseyin Göçek (TUR) |
| 19 november Vriendschappelijk № 195 «onderlinge duels» 20:00 uur | Valter Birsa 52' |       |        | Arena Petrol, Celje Toeschouwers: 2.500 Scheidsrechter: Hüseyin Göçek (TUR) |

## FIFA-wereldranglijst
| JAN | FEB | MAR | APR | MEI | JUN | JUL | AUG | SEP | OKT | NOV | DEC |
| --- | --- | --- | --- | --- | --- | --- | --- | --- | --- | --- | --- |
| 47  | 54  | 56  | 55  | 55  | 55  | 45  | 45  | 29  | 30  | 29  | 29  |

## Statistieken
| Samir Handanovič         | 1984-07-14 | Inter Milan        | 8 | 0 | 0 | 68 | 0  |
| Jan Oblak                | 1993-01-07 | Benfica            | 2 | 0 | 0 | 3  | 0  |
| Verdediging              |            |                    |   |   |   |    |    |
| Mišo Brečko              | 1984-05-01 | 1. FC Köln         | 9 | 0 | 0 | 65 | 0  |
| Branko Ilić              | 1983-02-06 | Hapoel Tel-Aviv    | 8 | 1 | 0 | 51 | 0  |
| Boštjan Cesar            | 1982-07-09 | Chievo Verona      | 8 | 0 | 1 | 73 | 6  |
| Bojan Jokić              | 1986-05-17 | Villarreal CF      | 6 | 0 | 0 | 65 | 1  |
| Andraž Struna            | 1989-04-23 | PAS Giannina       | 4 | 4 | 0 | 10 | 0  |
| Dejan Kelhar             | 1984-04-05 | Qəbələ PFK         | 2 | 0 | 0 | 6  | 0  |
| Dominic Maroh            | 1987-03-04 | 1. FC Köln         | 1 | 0 | 0 | 5  | 0  |
| Miral Samardžić          | 1987-02-17 | Sheriff Tiraspol   | 1 | 0 | 0 | 1  | 0  |
| Marko Šuler              | 1983-03-09 | Legia Warschau     | 1 | 0 | 0 | 39 | 3  |
| Siniša Anđelković        | 1986-02-13 | US Palermo         | 0 | 1 | 0 | 3  | 0  |
| Gregor Balažic           | 1988-02-12 | Karpaty Lviv       | 0 | 1 | 0 | 1  | 0  |
| Aleksander Rajčevič      | 1986-11-17 | NK Maribor         | 0 | 1 | 0 | 1  | 0  |
| Middenveld               |            |                    |   |   |   |    |    |
| Jasmin Kurtič            | 1989-01-10 | US Sassuolo        | 8 | 1 | 0 | 15 | 1  |
| René Krhin               | 1990-05-21 | Bologna FC         | 6 | 1 | 1 | 15 | 1  |
| Aleš Mertelj             | 1987-03-22 | NK Maribor         | 3 | 1 | 0 | 8  | 0  |
| Nejc Pečnik              | 1986-01-03 | Rode Ster B.       | 2 | 1 | 0 | 20 | 4  |
| Aleksandar Radosavljevič | 1979-04-25 | Olimpija Ljubljana | 1 | 2 | 0 | 37 | 1  |
| Martin Milec             | 1991-09-20 | NK Maribor         | 1 | 1 | 0 | 2  | 0  |
| Goran Cvijanovič         | 1986-09-09 | NK Maribor         | 1 | 0 | 0 | 3  | 0  |
| Dalibor Stevanovič       | 1984-09-27 | Śląsk Wrocław      | 1 | 0 | 0 | 17 | 1  |
| Željko Filipović         | 1988-10-03 | NK Maribor         | 0 | 3 | 0 | 3  | 0  |
| Josip Iličič             | 1988-01-29 | AC Fiorentina      | 0 | 1 | 1 | 23 | 1  |
| Armin Bačinovič          | 1989-10-24 | US Palermo         | 0 | 1 | 0 | 13 | 0  |
| Aanval                   |            |                    |   |   |   |    |    |
| Andraž Kirm              | 1984-09-06 | FC Groningen       | 9 | 0 | 1 | 59 | 6  |
| Valter Birsa             | 1986-08-07 | AC Milan           | 8 | 0 | 2 | 65 | 5  |
| Milivoje Novakovič       | 1979-05-18 | Omiya Ardija       | 7 | 0 | 6 | 61 | 25 |
| Kevin Kampl              | 1990-10-09 | Red Bull Salzburg  | 6 | 0 | 1 | 9  | 1  |
| Tim Matavž               | 1989-01-13 | PSV Eindhoven      | 2 | 6 | 1 | 27 | 10 |
| Zlatan Ljubijankič       | 1983-12-15 | Omiya Ardija       | 2 | 3 | 0 | 42 | 6  |
| Zlatko Dedič             | 1984-10-05 | Dynamo Dresden     | 2 | 2 | 0 | 48 | 8  |
| Roman Bezjak             | 1989-02-21 | PFK Ludogorets     | 1 | 2 | 0 | 3  | 0  |
| Dejan Lazarević          | 1990-02-15 | Chievo Verona      | 0 | 5 | 0 | 6  | 0  |
| Robert Berič             | 1991-06-17 | Sturm Graz         | 0 | 2 | 0 | 3  | 0  |